# Høje-Taastrup
Høje-Taastrup is een gemeente in de Deense regio Hoofdstad (Hovedstaden) en telt 50.246 inwoners (2017).
Høje-Taastrup werd bij de herindeling van 2007 niet samengevoegd maar bleef een zelfstandige gemeente.

## Plaatsen in de gemeente
- Hedehusene
- Reerslev
- Taastrup
- Sengeløse
- Vridsløsemagle

Albertslund · Allerød · Ballerup · Bornholm · Brøndby · Dragør · Egedal · Fredensborg · Frederiksberg · Frederikssund · Furesø · Gentofte · Gladsaxe · Glostrup · Gribskov · Halsnæs · Helsingør · Herlev · Hillerød · Høje-Taastrup · Hørsholm · Hvidovre · Ishøj · København · Lyngby-Taarbæk · Rødovre · Rudersdal · Tårnby · Vallensbæk
- International Standard Name Identifier: 0000 0004 0626 9086
- Library of Congress Control Number: n83058392
- Nationale Bibliotheek van Israël: 987007552971605171
- Virtual International Authority File: 131386219
- WorldCat: E39PBJpV6Tgbdfm6FtWkYgbKh3